# Centrale kern
De centrale kern of kern is een begrip uit de constructieleer. Het is van een doorsnede het deel van de doorsnede waarvoor geldt dat als een normaalkracht {\displaystyle N_{x}} aangrijpt in die kern, de resulterende spanningen in het materiaal hetzelfde teken hebben als de aangrijpende kracht. Dit wil zeggen dat bij een trek- of drukkracht er enkel respectievelijk trek- en drukspanningen ontstaan.
In de praktijk is dit voornamelijk belangrijk voor materialen, zoals grond en beton, of constructies (bijvoorbeeld paalfunderingen) die geen trek kunnen opnemen.

## Bepaling
Men kan de centrale kern voor een willekeurige doorsnede berekenen. Er van uitgaande dat de neutrale lijn de doorsnede niet mag snijden (de neutrale lijn is de lijn waar de spanning van druk in trek over gaat), maximaal mag de neutrale lijn de doorsnede raken (maar nergens snijden).
1. Bepaal de vergelijking van de rakende aan de doorsnede;
2. Laat de neutrale lijn gelijk lopen aan deze rakende, zo wordt de extreme positie van de kracht gevonden. De vergelijking van de neutrale lijn wordt, bij enkelvoudige buiging, gegeven door {\displaystyle \sigma _{x}={\frac {N}{A}}+{\frac {M_{y}}{I_{y}}}.z-{\frac {M_{z}}{I_{z}}}.y\ =0}, of {\displaystyle {\frac {N}{A}}+{\frac {N.e_{y}}{I_{z}}}.y+{\frac {N.e_{z}}{I_{y}}}.z=0}.
3. In bovenstaande vergelijking geeft {\displaystyle e_{z}} de maximale z-coördinaat van de centrale kern, analoog voor {\displaystyle e_{y}}.

Een andere methode gaat als volgt:
De kernstralen (de afstand van de oorsprong van het assenstelsel tot het einde van de centrale kern) kunnen bepaald worden met volgende formule:
{\displaystyle k_{1}={\frac {-i_{I}^{2}}{z_{1}}}}
Daarin zijn i 2 de hoofdtraagheidsstralen. Deze worden bekomen door de traagheidsmomenten te delen door de oppervlakte:
{\displaystyle i_{I}^{2}={\frac {I_{yy}}{A}}}
{\displaystyle i_{II}^{2}={\frac {I_{zz}}{A}}}
De waarde z1 is hier de afstand van de oorsprong tot de rand van het element.

## Voorbeeld
Uitwerken voor een balk met dimensies b*h levert:

Bepaling van de middenkern van een rechthoekige doorsnede

{\displaystyle i_{I}^{2}={\frac {bh^{3}}{12bh}}}
{\displaystyle i_{II}^{2}={\frac {hb^{3}}{12bh}}}
{\displaystyle k_{1}={\frac {-i_{I}^{2}}{z_{1}}}=-{\frac {bh^{3}}{12bh}}\cdot {\frac {2}{h}}=-{\frac {h}{6}}}
{\displaystyle k_{2}={\frac {-i_{I}^{2}}{z_{2}}}=-{\frac {bh^{3}}{12bh}}\cdot {\frac {2}{-h}}={\frac {h}{6}}}
{\displaystyle k_{3}={\frac {-i_{II}^{2}}{y_{3}}}=-{\frac {hb^{3}}{12bh}}\cdot {\frac {2}{b}}=-{\frac {b}{6}}}
{\displaystyle k_{4}={\frac {-i_{II}^{2}}{y_{4}}}=-{\frac {hb^{3}}{12bh}}\cdot {\frac {2}{-b}}={\frac {b}{6}}}

## Kernen van enkele profielen
| Doorsnede                                 | Kern |
| ----------------------------------------- | --- |
| Rechthoek met breedte b en hoogte h       | ruit gespiegeld rond de y-en z-as, met - maximale y-waarde {\displaystyle r_{y}=\;b/6} - max. z-waarde {\displaystyle r_{z}=\;h/6} |
| Vierkant met zijde a                      | ruit gespiegeld rond de y-en z-as, met - maximale y- en z-waarde {\displaystyle r=\;a/6}                                           |
| Cirkel met diameter D                     | Een kleinere cirkel met straal {\displaystyle r=\;D/8}                                                                             |
| Buis met buitenstraal R en binnenstraal r | {\displaystyle r=\;(R^{2}+r^{2})/(4.r)}                                                                                            |